# 小泉里子
小泉 里子（こいずみ さとこ、1981年7月15日 - ）は、日本の女性ファッションモデル。鹿児島県串木野市（現・いちき串木野市）出生、神奈川県横浜市出身。テンカラット所属。

## 略歴
15歳でモデルデビュー。当時から身長が高い方で、友人に「知り合いにモデル事務所で働いている人がいるからやってみたら」と声をかけられ、軽い気持ちで母親と事務所を訪ねたところ、事務所への所属が決まったことがきっかけだった。
1997年からファッション雑誌『CanCam』の専属モデルを務める。
1997年後期ファイブスターガール、1998年帝人水着キャンペーンガールを務める。
2004年から『Oggi』の表紙モデルを務める。2007年に同誌を卒業した。
2011年1月号から『CLASSY.』の表紙モデルを務める。2017年12月号で同誌を卒業した。
2018年1月号から『Domani』の表紙モデルを務める。
2021年にアラブ首長国連邦ドバイへ移住し、2024年にポルトガルへ移住した。

## 人物
5人兄弟の長女である。

### 結婚歴
2007年3月にサッカーアパレルブランド「ボンボネーラ」代表取締役社長の植田眞意人との入籍を発表したが、2016年に離婚した。
2020年の初めに再婚。夫も離婚歴があり、別々に暮らす3人の子供がいる。2021年2月10日に第1子男児の出産を報告した。

## 出演

### バラエティ
- 週末のシンデレラ 世界!弾丸トラベラー（日本テレビ）

1. 2008年5月24日、オーストラリア
2. 2009年12月5日、ニューカレドニア
3. 2010年5月29日、クロアチア
4. 2010年8月21日、アメリカ
5. 2010年11月13日、オーストラリア
6. 2011年5月21日、スイス
7. 2012年9月8日、タヒチ

- 日立 世界・ふしぎ発見!（2008年9月6日ほか複数回、TBS）
- easy sports（2009年2月23日 - 2月27日[10]・10月12日 - 10月16日[11]、テレビ朝日）
- ジャパーン47ch→ジャパーン47chスーパー!（2011年4月27日 - 12月7日、TBS）

### テレビドラマ
- 最後の片想い（2011年12月 - 、BS-TBS）春日芽衣 役

### ラジオ
- 小泉里子 恋する時間（2006年10月7日 - 2007年3月31日、ニッポン放送）

### CM・スチル
- ブラザー工業 MyMio
- 花王 ビオレ Happy洗顔
- 日本経済新聞 イメージキャラクター
- マルコメ 「超野菜いっぱいカップみそ汁シリーズ」
- 片岡物産 トワイニング （2006年）
- ルノー・ルーテシア
- キャドバリージャパン「Clorets XP」 - タクシーの美人OL役（筧利夫と共演）
- FXプライム イメージキャラクター
- 三井アウトレットパーク サマーバザール（2009年）、スプリングバザール（2010年）
- サッポロビール「シルクヱビス」
- カネボウ化粧品 COFFRET D'OR（2010年11月）
- ジョンソン・エンド・ジョンソン リーチ ホワイトニング（2011年9月）
- 損害保険ジャパン「損保ジャパンひまわり生命」（スチールのみ）
- セシール（スチールのみ）
- コクヨ（小泉里子プロデュースビジネスアイテム　Lavita）

## 書籍

### 写真集
- Bikini mermaid（1998年6月、ポニーキャニオン）ISBN 978-4594024994
- my style, my life（2012年10月、小学館）

### 雑誌
- CanCam（小学館）
- Oggi（2004年 - 2007年、小学館）
- CLASSY.（2011年 - 2017年12月号、光文社）
- Domani（2018年1月号  - 2018年12月号、小学館）